# Anderson Lopes
Anderson Lopes est un footballeur brésilien né le 15 septembre 1993 à Recife. Il évolue au poste d'attaquant à Lion City Sailors.

## Biographie
Anderson Lopes joue au Brésil et au Japon.
Il inscrit 10 buts en première division japonaise en 2017.

## Palmarès
- Vainqueur du Campeonato Paranaense en 2016 avec l'Atlético Paranaense